# Vitali Zhuk (atleta)
Vitali Mijailavich Zhuk (en bielorruso: Віталій Міхайлавіч Жук, Razhanka, 10 de septiembre de 1996) es un deportista bielorruso que compite en atletismo. Está casado con la atleta Iryna Zhuk.
Ganó una medalla de bronce en el Campeonato Europeo de Atletismo de 2018, en la prueba de decatlón.

## Palmarés internacional
| Campeonato Europeo | Campeonato Europeo | Campeonato Europeo | Campeonato Europeo |
| Año                | Lugar              | Medalla            | Prueba             |
| ------------------ | ------------------ | ------------------ | ------------------ |
| 2018               | Berlín (Alemania)  | Medalla de bronce  | Decatlón           |